# 이리듐 커뮤니케이션스
이리듐 커뮤니케이션스(Iridium Communications)는 버지니아주 맥린에 본사를 둔 미국의 기업이다. 이리듐은 휴대위성 전화 및 기타 수신 장치들의 전 세계 음성 및 데이터 통신에 사용되는 66개 위성 시스템인 이리듐 위성 무리를 운영한다.

## 역사
이리듐 커뮤니케이션스의 서비스는 1998년 11월 1일 '이리듐 SSC'라는 이름으로 시작되었다. 최초의 이리듐 통화는 전 미국의 부통령 앨 고어가 길버트 그로스베너에 건 통화였다. 길버드 그로스베너는 알렉산더 그레이엄 벨의 손자이자 내셔널 지오그래픽 협회의 의장이다. 모토로라는 이 기술과 주요 금융 지원을 제공했다.

## 같이 보기
- 글로벌스타
- 인마샛